# ۹۴۱ (قمری)
۹۴۱ (قمری)، نهصد و چهل و یکمین سال در گاهشماری هجری قمری است. اول محرم این سال برابر با بیست و سوم ژوئیه سال ۱۵۳۴ میلادی است.